# Pseudorobillarda bambusae
Pseudorobillarda bambusae är en svampart som beskrevs av Nag Raj, Morgan-Jones & W.B. Kendr. 1972. Pseudorobillarda bambusae ingår i släktet Pseudorobillarda, divisionen sporsäcksvampar och riket svampar.   Inga underarter finns listade i Catalogue of Life.